# Albanski narodni preporod
Narodni preporod (alb. Rilindja Kombëtare) označava period istorije albanskog naroda od sredine 19. veka pa sve do 29. jula 1913. godine kada je formirana Albanija i međunarodno priznata kao nezavisna država.

## Hronologija albanskog narodnog preporoda

### Albanski komitet u Janjini
Albanski komitet u Janjini (alb. Komiteti Shqiptar i Janinës) je organizacija osnovana u maju 1877. godine u Janjini (tada u Osmanskom carstvu), a koja je okupljala Albance u Janjini i okolini u cilju organizovane borbe za zaštitu njihovih nacionalnih prava.
Najznačajniju ulogu u osnivanju i aktivnostima Albanskog komiteta u Janjini su imali Abdul Frašeri i Mehmet Ali Vrioni iz Berata.

### Centralni komitet za zaštitu prava albanskog naroda
Centralni komitet za zaštitu prava albanskog naroda (alb. Komiteti Qendror për Mbrojet e të Drejtave të Kombësisë Shqiptare) je bila organizacija osnovana tokom jeseni 1877. u Istanbulu, tada Osmansko carstvo. Jedan od osnivača ove organizacije je bio Paško Vasa.
Osnivači i članovi ovog komiteta (Paško Vasa, Abdul Frašeri i Sami Frašeri) su imali ključnu ulogu u formiranju Prizrenske lige 1878. godine. Kada je Osmansko carstvo rasformiralo Prizrensku ligu porazivši vojno njihove pripadnike 1881. godine i počelo da se obračunava sa zastupnicima ideje o Albanskoj autonomiji, na inicijativu Samija Frašerija Centralni komitet se reorganizovao i nastavio svoje aktivnosti u ilegali.

### Prizrenska liga
Jedan od važnijih događaja u ovom periodu je bilo osnivanje Prizrenske lige 1878. godine. Prizrenska liga je bila zasnovana na ideji Velike Albanije, zanemarujući prava Srba, Slovena i Grka. Agresivni protivsrpski program Prizrenske lige trajno je opteretio odnose između Srba i Albanaca.
O razlozima osnivanja i karakteru Prizrenske lige postoje veoma protivrečna mišljenja.
Albanska istoriografija smatra Ligu izrazom opštealbanskog nacionalnog pokreta. S druge strane, mnogi smatraju da je Prizrenska liga jedan oblik manipulacije albanskim narodom u vođenju balkanske politike, jer je uglavnom bila instrument osmanske politike i politike evropskih sila.

#### Prizrenska liga kao produžena ruka osmanske politike
10. juna 1878. godine na sastanku u Prizrenu Albanci osnivaju Prizrensku ligu, čiji je cilj borba za albansku autonomiju i ujedinjenje Albanaca u jedan albanski vilajet, ali u okviru Osmanskog carstva. Pošto su se borili i protiv Sanstefanskog i protiv Berlinskog ugovora nastojeći da očuvaju integritet "albanskih zemalja", a čuvajući integritet Osmanskog carstva davalo je dovoljno razloga za isticanje pretpostavke da iza Lige stoji Osmansko carstvo. 
Italijanski konzul u Skadru Berio, a i ostali konzuli primetili su "čudne veze zvaničnih organa Osmanskog carstva i jednog pravno nelegalnog pokreta". Tako je uočeno da je Osmansko carstvo platilo troškove albanskih delegata za kongres u Prizrenu. Osmansko carstvo je Prizrenskoj Ligi dalo oružje i municiju, a u Ligu su ulazili ulaze elementi naglašeno lojalni sultanu.
Albansko stanovništvo je bilo naseljeno u četiri osmanska vilajeta: Kosovskom, Skadarskom, Janjinskom i Bitoljskom. Liga je na Berlinskom kongresu istupala u ime albanskog naroda, zalažući se za zaštitu graničnih teritorija na koje su pretendovale susedne zemlje nakon završetka Rusko-turskog rata (1877—1878) između Rusije, Srbije i Crne Gore protiv Osmanskog carstva. Centralna ličnost Prizrenske lige je bio Ali-paša Gusinjski, koji je stekao veliki ugled svojim uspesima u bitkama protiv Crnogoraca 1855, 1879. i 1880. godine.
Berlinskom kongresu su bila poslata tri memoranduma:
1. Memorandum Prizrenske lige, kojim se od velikih sila traži priznanje nacionalnog identiteta Albanaca i autonomije delova Osmanskih vilajeta naseljenih Albancima unutar Osmanskog carstva.[4]
2. Skadarski memorandum, kojim je traženo osnivanje nezavisne albanske države pod protektoratom Velike Britanije kojoj bi navodno najviše bilo u interesu da se kreira Albanija kao "brana slovenskoj ekspanziji na Balkanu"
3. Memorandum Mirdita i Brđana, koji je podnet konzulima Francuske, Austrougarske i Italije u julu 1878. u Skadru. Ovim memorandumom je traženo da se prizna, većinski katoličkom, stanovništvu Mirdita i Brđana veći stepen autonomije.[4]

Uz aktivnosti kroz memorandume, Prizrenska liga je poslala i delegaciju pod vođstvom Abdul-beja Frašerija i Mehmeta Ali Vrionija u Beč, Berlin, Pariz, London i Rim. Cilj delegacije bio je da objašnjava i brani stavove memoranduma Prizrenske lige. Međutim, Berlinski kongres je ignorisao memorandum Lige, a nemački kancelar Oto fon Bizmark je čak zauzeo stav da albanska nacija ne postoji. Albanskoj delegaciji nije dozvoljeno da učestvuje na Berlinskom kongresu. Teritorije naseljene Albancima su tretirane kao deo Osmanskog carstva, a Albanci kao njegovi građani.
Prizrenska liga se oružjem suprotstavila sprovođenju odluka donetim na Berlinskom kongresu kojima je Crnoj Gori i Grčkoj dodeljen deo teritorije Osmanskog carstva. Oružanu borbu je podržavalo Osmansko carstvo naoružavajući borce lige, koji su uspešno sprečili predaju Plava i Gusinja Crnoj Gori i dela Epira Grčkoj. Proosmanski karakter lige je bio prisutan od njenog osnivanja jer su njeni članovi u ogromnoj većini bili islamske veroispovesti i težili su da u svoje okrilje privuku muslimane iz Novopazarskog sandžaka i Bosne i Hercegovine.
Kada su se završile borbe oko granica Prizrenska liga je postala teret Osmanskoj carevini. Tokom višegodišnje oružane borbe Prizrenska liga je postala svesna svoje snage i počela da ispostavlja zahteve za autonomijom.

#### Prizrenska liga počinje da se suprotstavlja Osmanskom carstvu
Pošto je Osmansko carstvo popustilo na Berlinskom kongresu Prizrenska Liga je ušla u fazu otvorenog suprotstavljanja vlastima. Osmanske vlasti su sada pokušale da sprovedu Berlinski ugovor, ali Prizrenska Liga se protivila nastojeći da stvori uslove za iredentističke zahteve prema Srbiji i Crnoj Gori.
Odlukama Kongresa, neka pretežno muslimanska naselja kao Plav i Gusinje, predata su Crnoj Gori, dok su Srbiji predata četiri okruga (Niš, Pirot, Leskovac i Vranje) u kojima je živeo veliki broj Albanaca. 
Albanci su bili nezadovoljni, jer su se urušavali njihovi snovi o Velikoj Albaniji, koja bi obuhvatala i krajeve u kojima nisu većina.
 
Prizrenska liga se suprotstavila odlukama Berlinskog kongresa da preda Gusinje i Plav Kneževini Crnoj Gori zbog čega je došlo do oružanih sukoba sa Crnogorcima. Crnogorci su vodili dve bitke sa dobrovoljcima Lige, kod Novšića i Murina, ali nisu uspeli da savladaju otpor Albanaca. Zbog nesprovođenja odredaba Kongresa, Crnoj Gori su ponuđene teritorije Hota i Gruda u zamenu za Plav i Gusinje. Međutim, opet su se suprotstavili dobrovoljci Lige i onemogućili predavanje teritorija. Na kraju su velike sile Crnoj Gori kao kompenzaciju ponudile teritoriju Ulcinja. Poslale su međunarodnu flotu kojom su izvršile demonstraciju sile pred Ulcinjem, stavivši do znanja Porti da se međunarodne odluke moraju izvršiti. Nakon toga, energičnom akcijom skadarskog komandanta razbijen je otpor Liginih dobrovoljaca, zauzet je Ulcinj i predat je Crnoj Gori. Nakon pripajanja Crnoj Gori, veliki broj Albanaca je prognan iz Podgorice, Spuža, Žabljaka, Bara, Nikšića i Ulcinja. Albanci su za najveću nepravdu Berlinskog kongresa smatrali "legalizovanje srpsko-crnogorskog nasilja i okupaciju albanske zemlje". Na jugu, Ligini dobrovoljci su uspeli da spreče predavanje Grčkoj dela Epira.
Tokom godina borbi oko granica, Liga je ojačala i počela sve odlučnije da postavlja zahteve Porti. Albanci su zahtevali od Osmanskog carstva autonomiju za Albance, i ujedinjenje u jedan vilajet. Porta je ovo odbila, i počeo je albanski ustanak 1879. kojim je osmanska vlast svrgnuta u Vučitrnu, Prizrenu, Đakovici, Prištini, Peći i drugde. Osmansko carstvo šalje Derviš-pašu sa vojskom da razbije ustanak, i on od aprila 1881. ulazi u Prizren, Đakovicu i Peć. Osmansko carstvo je vojnom akcijom razbilo dobrovoljce Lige, a njihove vođe pohapsila i poslala u progonstvo. Međutim, smirenje je bilo privremeno, jer ponovo izbijaju nemiri po pašinom povratku u Carigrad. Lokalne bune niču 1883. i 1884. godine.

### Pećka liga
Pećka liga (alb. Lidhja e Pejës) je politička organizacija osnovana u Peći (tada na teritoriji Kosovskog vilajeta Osmanskog carstva 1899. godine. Osnivači ove organizacije su grupa od 450 stanovnika Kosovskog vilajeta albanske nacionalnosti. Vodeću ulogu u osnivanju i funkcionisanju ove organizacije je imao Hadži Zeka. Pećka liga je imala slične ciljeve kao i Prizrenska liga, a koji se mogu ukratko svesti na zalaganje da se objedine svi vilajeti Osmanskog carstva naseljeni Albancima u jedan vilajet sa većim stepenom autonomije. Za razliku od Prizrenske lige koja je imala za cilj objedinjavanje četiri vilajeta u kojima je bilo naseljeno stanovništvo albanske nacionalnosti (Kosovski, Skadarski, Bitoljski i Janjinski), Pećka liga se zalagala da se u sastav jedinstvenog, tzv. Albanskog vilajeta uključi i peti, Solunski.
Ova organizacija je, slično Prizrenskoj ligi, stvorena uz podršku Osmanskog carstva jer je trebalo da doprinese da Albanci (većinski islamske veroispovesti) u balkanskim vilajetima Osmanskog carstva stvore "snažni zid islama prema hrišćanskim državama - Srbiji, Crnoj Gori, Grčkoj i Bugarskoj.

### Ustanci Albanaca u XX veku
Prvih godina 20. veka umnožavaju se pobune Albanaca, usmerene na dobijanje autonomije u okviru Osmanskog carstva. Između makedonskih i albanskih autonomista došlo je do izvesne saradnje, jer su i jedni i drugi težili zadobijanju autonomije. Od godine 1905. do 1912. Albanci dižu niz ustanaka. U julu 1908. u Ferizoviću (danas Uroševac) se okuplja 20.000 ljudi, i pokušavaju da izbore nezavisnost od Osmanskog carstva. Međutim u to vreme dolazi do Mladoturske revolucije, ostvarene uz značajnu podršku albanskog stanovništva Kosovskog i Bitoljskog vilajeta. Revolucija je pružila velike nade Albancima, a Mladoturci obećavaju stanovništvu smanjenje poreza, demokratizaciju i poboljšanje opštih životnih uslova. Međutim, kada su se učvrstili na vlasti, mladoturci nisu ispunili obećanja u pogledu autonomije Albanije, već su tražili strogi centralizam zasnovan ne na islamskoj religiji već na pripadnosti Osmanskoj državi, uvodeći turski kao jedini jezik administracije i zabranjujući albanske klubove širom zemlje . Nakon sveobuhvatnih reformi Osmanskog carstva koje su počeli da sprovode mladoturci, Albanci u Evropi i Arapi u Aziji su izgubili povlašćen položaj koji su imali, naročito u vreme vladavine sultana Abdul Hamida II
Ovo je vodilo erupciji nezadovoljstva i oružanoj pobuni u Kosovskom i Skadarskom vilajetu juna 1909. Do prvih oružanih sukoba sa novom osmanskom upravom došlo je u okolini Đakovice. Da bi zaustavili erupciju nezadovoljstva, Mladoturci su sazvali albanski kongres u Debru 23. jula 1909, usmeravajući nezadovoljstvo Albanaca protiv susednih država i njihovih pretenzija prema teritorijama naseljenim Albancima. Međutim, kongres je još glasnije postavio zahteve za formiranjem autonomnog Albanskog vilajeta. Autonomiju Albanski vilajet je avgusta 1909. zahtevao i veliki sabor albanskih prvaka iz Skadarskog, Janjinskog i Bitoljskog vilajeta u Elbasanu. Na skupu je rešeno da se uspostavi tesna saradnja sa makedonskim revolucionarnim pokretom. Do ustanka širih razmera dolazi u Kosovskom vilajetu u proleće 1910. Ovom ustanku pružili su podršku albanski komiteti demokratskog krila, naročito iz emigracije. Ustanike je podržala i bugarska vlada jer je računala da bi formiranje autonomnog Albanskog vilajeta izazvalo formiranje autonomne Makedonije. Videvši da se ustanak širi, mladoturske vlasti su poslale kaznenu ekspediciju iz Skoplja predvođenu Šefćet Torgut-pašom. Do bitke sa ustanicima dolazi kod Kačanika od 11. maja do 13. maja 1910. i Osmanlije odnose pobedu uz oko 600 poginulih. Albanska pobuna je ugušena u krvi, a trupe Osmanskog carstva nisu štedele ni žene, decu i starce. Međutim, već u jesen su izbili neredi u Ljumi, Mati i Debru, zbog skupljanja državnog desetka i regrutacije. Regrutaciju je bojkotovalo i albansko stanovništvo Skadra i cele Malesije i Miridita.
Početkom 1911. svi albanski komiteti iz emigracije su vršili intenzivne pripreme na oružani ustanak nacionalnih razmera radi stvaranja autonomnog Albanskog vilajeta; na Krfu je konstituisan Centralni albanski komitet. Oružani ustanak buknuo je u Skadarskom vilajetu, a ustanicima aktivno pomaže Crna Gora, snabdevajući ih oružjem i namirnicama i prihvatajući izbeglice. Crnogorski kralj Nikola predlagao i Srbiji da se albanski ustanak iskoristi za akciju protiv Osmanskog carstva. Tokom ovog ustanka je formulisan program nacionalne borbe u memorandumu pod nazivom Crvena knjiga, koji je sastavljen u Podgorici, od strane članova albanskog komiteta. U dvanaest tačaka izloženi su ciljevi i zahtevi ustanika, na prvom mestu potpuno priznanje postojanja albanske nacije, pa u skladu s tim - autonomija, ekonomska, administrativna, kulturna i vojna. Memorandum je podnet evropskim diplomatskim predstavništvima na Cetinju. Ustanak se završio neuspehom avgusta 1911.

#### Veliki albanski ustanak (1912)
Početkom 1912. dolazi do velikog albanskog ustanka pod vođstvom Opšteg ustaničkog komiteta, na području Drenice, Peći, Đakovice, i severne Albanije. Vođe ustanika su bili Isa Boljetinac, Hasan Priština, Bajram Curi i drugi. Na zboru ustaničkih prvaka u Juniku su formulisani zahtevi za utvrđivanjem granica Albanije, povlačenjem turskih činovnika i uvođenjem albanskog jezika kao službenog. Albanski ustanici su ubrzo zauzeli mnoge gradove, uključujući Đakovicu, Mitrovicu, Vučitrn i Prištinu.
Ustanici su zauzeli čitavo Kosovo, severnu Albaniju, pa čak i Skoplje. Usled uspeha albanske pobune, mladoturska vlada podnosi ostavku. Nova vlada šalje delegaciju koja se sastaje sa predstavnikom Albanaca Hasanom Prištinom. Turci u početku odbijaju zahteve za autonomiju, upotrebu albanskog jezika u školama i administraciji, i finansiranje razvoja Kosova i Metohije, ali nakon što su albanski ustanici stigli do Soluna, Porta je bila prinuđena da prihvati skoro sve njihove zahteve. Portino obećanje dato 18. avgusta 1912. o formiranju jedinstvenog i autonomnog Albanskog vilajeta (planiranog da objedini Skadarski, Janjinski, Kosovski i Bitoljski vilajet) je direktno ugrožavalo interese ostalih balkanskih država i izazvalo vojnu akciju balkanske alijanse protiv Osmanskog carstva. Srbija je planu "Velike Albanije" suprotstavila sopstveni plan podele teritorija balkanskih vilajeta Osmanskog carstva između balkanskih država. Nakon što su četiri balkanske zemlje sklopile savez i započele pripreme za rat sa Osmanskim carstvom, Srbija je kontaktirala albanske glavešine sa namerom da ih privuče na svoju stranu ili bar ubedi da u predstojećim sukobima ostanu neutralni. Međutim Albanci su to odbili, smatrajući da će u toku ratnih operacija biti ugrožene teritorije koje su oni smatrali svojim.
Pred sam rat, 10. oktobra 1912. godine, došlo je do okupljanja albanskih glavara u Skoplju, tadašnjoj prestonici Kosovskog vilajeta. Skup je doneo odluku o ujedinjenju Albanaca četiri vilajeta: Skadarskog, Kosovskog, Bitoljskog i Janjinskog. Sa skupa je upućen zahtev velikim silama da podrže ujedinjenje albanskog naroda. Tom prilikom je odlučeno da se u predstojećem ratu Albanci bore na strani Osmanskog carstva. Nakon toga, Albanci su organizovali dobrovoljačke odrede koji su se suprotstavili srpskim trupama prilikom njihovog prodora kroz Kosovski vilajet.

### Prvi balkanski rat
Savezničke balkanske države napale su Osmansko carstvo oktobra 1912. godine u cilju podele njegovih balkanskih poseda, što je dobrim delom uključivalo oblasti naseljene Albancima. Grčka vojska je zauzela Epir i južnu albansku obalu. Crnogorska vojska opsedala Skadar i zauzela delove Metohije, dok je Vojska Kraljevine Srbije zaposela delove Kosovskog i Bitoljskog vilajeta i veliki deo Skadarskog vilajeta zajedno sa jadranskom obalom.
Albanci su se protivili zauzimanju njihovih naselja i organizovali su dobrovoljačke jedinice koje su pružale jak otpor napredovanju srpskih trupa. Gerilski otpor je pružan prilikom posedanja i prolaska srpske vojske kroz Prištinu, Ferizović i selo Crnoljeva na Zborce Hanu, gde je došlo do jačeg sukoba. Kod Podujeva se petnaest hiljada dobrovoljaca pod komandom Ise Boljetinca suprotstavilo Trećoj srpskoj armiji koja je nastupala prema Prizrenu. Posle pobede nad albanskim dobrovoljcima, Vojska Kraljevine Srbije je ušla u Prizren i nastavila nastupanje ka Jadranskom moru. Srbija je u toku oktobra i novembra 1912. zaposela veći deo Albanije, zajedno sa albanskom obalom na kojoj je najvažnija strateška tačka bila luka Drač. Računalo se sa politikom svršenog čina. Na osvojenom području su odmah uspostavljene građanske vlasti i albanska teritorija je de facto anektirana Srbiji: 29. novembra je osnovan drački okrug sa četiri sreza: Drač, Lješ, Elbasan i Tirana.
Kada je crnogorska vojska napala Skadar, naišla je na jak otpor osmanskog garnizona potpomognutog sa šest hiljada albanskih dobrovoljaca. Posle dugotrajne opsade uz pomoć srpske vojske i mnogo ljudskih žrtava, kralj Nikola je ušao u grad 23. aprila, kapitulacijom Esad-paše. Međutim, pod snažnim pritiskom velikih sila, Skadar je ubrzo morao biti napušten i predat međunarodnim trupama 14. maja 1913.

### Deklaracija o nezavisnosti Albanije
Deklaracija o nezavisnosti Albanije (alb. Deklarata e Pavarësisë, Shpallja e Pavarësisë) je izjava kojom je grupa Albanaca, okupljenih u zgradi u Valoni 28. novembra 1912. godine deklarisala formiranje nezavisne države Albanije.
Nakon što su vojske država Balkanskih saveznica osvojile najveći deo teritorije balkanskih vilajeta Osmanskog carstva, Austrougarska svojim ratnim brodom prevozi Ismailja Ćemalija u Valonu. U Valoni Ćemali okuplja grupu od 83 Albanca sa teritorije četiri vilajeta Osmanskog Carstva u kojima su živeli Albanci (Kosovski, Skadarski, Janjinski i Bitoljski vilajet) uključujući i četvoricu Albanaca iz Rumunije. Oni su 28. novembra 1912. proglasili sebe poslanicima Narodne skupštine i u privatnoj kući u vlasništvu Džemil-bega (alb. Xhemil bey) u Valoni jednoglasno se saglasili sa predlogom koji im je pročitao Ismail Ćemali (na osnovu dogovora koji je postigao u Beču u Austrougarskoj) a koji se u suštini svodi na usvajanje deklaracije o stvaranju nezavisne države Albanije. Upravljanje je tom prilikom povereno privremenoj vladi, dok je dogovoreno da se izabere veće staraca koje bi pomagalo privremenoj vladi i da se o ovom događaju velike sile obaveste telegramom. Vođa privremene vlade je bio Ismailj Ćemali. Organizovanje narodne vojske povereno je Rizi-begu iz Đakovice i Isi Boljetincu, koji se preko Ljume povukao pred vojskom Kraljevine Srbije u Valonu.
Po usvajanju pročitanog predloga Ismailj Ćemali je izašao na terasu zgrade skupštine i pred nekoliko stotina okupljenih Albanaca mahao crvenom zastavom sa crnim dvoglavim orlom.

### Formiranje albanske države i utvrđivanje njenih granica
Radi ustanovljenja novih granica na Balkanu sazvana je u Londonu međunarodna konferencija ambasadora velikih sila (Austro-ugarske, Italije, Rusije, Francuske, Nemačke i Ujedinjenog Kraljevstva), balkanskih saveznica i Osmanskog carstva. Prvog dana ambasadorske konferencije, 17. decembra 1912. godine, donet je načelni zaključak o formiranju Kneževine Albanije garantovane od strane šest sila.
Srbija je zahtevala da se granična linija povuče razvođem zapadno od Ohridskog jezera i Crnog Drima, tako bi dobila Dečane, Đakovicu, Prizren, Debar i Ohrid. Crna Gora je, pak, tražila granicu na reci Mati i razvođu Drima i Fani, tako da joj pripadnu Skadar, Medova i Lješ. Grčka je, na jugu, tražila čitav severni Epir. Protiv zahteva balkanskih saveznica navodio se demografski argument. Austro-Ugarska je, u skladu sa demografijom, predlagala granicu Albanije koja bi obuhvatala i Đakovicu, Debar, Korču, Janjinu, Strugu i Ohrid, Peć i Prizren. Srbija je, uz podršku Francuske i Rusije, uspela da dobije Peć, Đakovicu, Prizren, Debar i Ohrid.
Velike sile su na četrdeset četvrtom zasedanju konferencije ambasadora u Londonu, 29. jula 1913. godine, formirale i priznale novu državu — Kneževinu Albaniju i stavile je pod upravu međunarodne komisije na period od deset godina, dok je za prvog kneza Albanije postavljen Nemac Vilhelm od Vida (Wilhelm von Wied). Novoformirana Kneževina Albanija je obuhvatila većinu Albanaca i oko polovinu teritorije balkanskih vilajeta Osmanskog carstva koja je naseljena Albancima, dok se veliki broj Albanaca našao u okviru Srbije, Crne Gore i Grčke. Određeni broj Srba (najviše u okolini Skadra), Cincara i Grka (na jugu) našao na teritoriji novoformirane države Albanije.

## Literatura
- Mishkova, Diana (2009). We, the People: Politics of National Peculiarity in Southeastern Europe. Central European University Press. стр. 345—. ISBN 978-963-9776-28-9.